# Ендонуклеази
Ендонуклеази — ферменти з групи нуклеаз, що розщеплюють фосфодіестерні зв'язки в середині полінуклеотидного ланцюжка . Рестриктази або «ендонуклеази рестриції» розщеплюють ДНК в певних місцях (так званих сайтах рестрикції), вони підрозділяються на чотири типи (I, II, III та IV) на основі механізму дії. Ці білки часто використовують в генній інженерії для створення рекомбінантних ДНК, що потім вводять в бактеріальні, рослинні або тваринні клітини.